# Streptopetalum
Streptopetalum  es un género de plantas con flores perteneciente a la familia Turneraceae. Comprende seis especies.

## Especies seleccionadas
- Streptopetalum arenarium
- Streptopetalum graminifolium
- Streptopetalum hildebrandtii
- Streptopetalum luteoglandulosum
- Streptopetalum serratum
- Streptopetalum witeii